# Pomnik Katyński w Niles
Pomnik Katyński (ang. Katyń Memorial) – pomnik na terenie katolickiego cmentarza św. Wojciecha (ang. Saint Adalbert Catholic Cemetery) w miejscowości Niles w hrabstwie Cook w stanie Illinois w Stanach Zjednoczonych, na terenie aglomeracji chicagowskiej, upamiętniający ofiary zbrodni katyńskiej zamordowane wiosną 1940 roku przez radziecką policję polityczną NKWD, odsłonięty 17 maja 2009 roku. Poświęcenia pomnika, którego autorem był rzeźbiarz Wojciech Seweryn, dokonał prymas Polski kardynał Józef Glemp; w ceremonii wziął udział Witold Waszczykowski, zastępca szefa polskiego Biura Bezpieczeństwa Narodowego, który odczytał list od Prezydenta RP Lecha Kaczyńskiego skierowany do uczestników uroczystości.
Kamień węgielny pod budowę pomnika wmurowano 8 października 2000 roku podczas wizyty Józefa Glempa w Stanach Zjednoczonych; społeczna zbiórka funduszy na wzniesienie monumentu trwała 9 lat. Przed pomnikiem w Niles odbywają się uroczystości organizowane przez Polonię chicagowską. 17 kwietnia 2010 roku odbyły się tam uroczystości upamiętniające ofiary katastrofy polskiego Tu-154 w Smoleńsku, w tym autora monumentu, Wojciecha Seweryna, który zginął w katastrofie. 25 września 2011 roku przy pomniku odbyła się uroczystość nadania odcinkowi alei Milwaukee imienia Wojciecha Seweryna (ang. Wojciech M. Seweryn Memorial Road) oraz odsłonięcie tablicy pamiątkowej ufundowanej przez władze miasta Tarnowa i poświęconej pamięci Wojciecha Seweryna oraz pozostałych ofiar katastrofy w Smoleńsku.
Statuetkę Pomnika Katyńskiego zaprojektował i wykonał artysta rzeźbiarz Leonard Szczur, przyjaciel Wojciecha Seweryna.